# چارلی کافمن
چارلز استوارت کافمن (به انگلیسی: Charles Stuart Kaufman) (زاده ۱ نوامبر ۱۹۵۸) در نیویورک آمریکا فیلم‌نامه‌نویس، تهیه‌کننده و کارگردان فیلم است. معمولاً از او به عنوان یکی از برترین فیلمنامه‌نویسان تاریخ سینما یاد می‌کنند. او برنده جوایز معتبر زیادی از جمله اسکار، بفتا و گلدن گلوب شده‌است. از معروفترین فیلمنامه‌های او می‌توان به درخشش ابدی یک ذهن پاک، اقتباس و جان مالکوویچ بودن نام برد. او در سال ۲۰۰۸ فیلم سینکداکی، نیویورک را کارگردانی نیز نموده‌است.

## زندگی
او در خانواده‌ای یهودی در نیویورک سیتی زاده شد.
در کارنامه وی تا سال ۱۹۹۹ که فیلم‌نامه فیلم جان مالکوویچ بودن را نوشت تنها فیلمنامه چند سریال تلویزیونی دیده می‌شود. جان مالکوویچ بودن برای او یک نامزدی اسکار و یک جایزه بفتا به ارمغان داشت. بعد از آن فیلم‌نامه طبیعت بشر (۲۰۰۱) را نوشت. سپس فیلم‌نامه فیلم اقتباس. (۲۰۰۲) را قلم زد که برایش یک نامزدی دیگر اسکار و یک جایزه بفتای دیگر به همراه داشت.
او همچنین فیلمنامه اعترافات یک ذهن خطرناک (۲۰۰۲) را برای کارگردانی میشل گوندری نوشت. در سال ۲۰۰۴ با نوشتن فیلمنامه فیلم درخشش ابدی یک ذهن پاک برنده جایزه اسکار بهترین فیلم‌نامه غیراقتباسی شد.
او اولین تجربه کارگردانی خود را در فیلم سینکداکی نیویورک آغاز کرد که در آن بازیگری چون فیلیپ سیمور هافمن به ایفای نقش می‌پردازد. او اکنون با همسر و دو فرزندش در پاسادینا، کالیفرنیا زندگی می‌کند.

## فیلم‌شناسی
- جان مالکوویچ بودن - (۱۹۹۹ - نویسنده فیلم‌نامه)
- ذات آدمی (۲۰۰۲ - نویسنده فیلم‌نامه)
- اقتباس. (۲۰۰۲ - نویسنده فیلم‌نامه)
- اعترافات یک ذهن خطرناک -(۲۰۰۲-نویسنده فیلم‌نامه))
- درخشش ابدی یک ذهن پاک - (۲۰۰۴ -نویسنده فیلم‌نامه)
- بخش‌گویی، نیویورک - (۲۰۰۸ - کارگردان و نویسنده فیلم‌نامه)
- انومالیسا - (۲۰۱۵ - نویسنده، کارگردان و تهیه‌کننده)
- من به پایان دادن به اوضاع فکر می‌کنم - (۲۰۲۰ - نویسنده، کارگردان و تهیه‌کننده)